# IOS 15
iOS 15 je patnáctou verzí operačního systému iOS, který je vyvíjen společností Apple pro produkty z řad iPhone a iPod Touch. iOS 15 byl oznámen na Worldwide Developers Conference (WWDC) 7. června 2021 jako nástupce iOS 14, přičemž pro veřejnost byl operační systém vydán 20. září 2021.
6. června 2022 byl na WWDC 2022 oznámen nástupce iOS 15 – iOS 16. Verze byla vydána 12. září 2022.

## Systémové funkce

### Soustředění
Funkce Soustředění umožňuje uživatelům nastavit svůj „stav“ – práce, spánek, nerušit nebo vlastní. Na základě zvoleného stavu si uživatelé mohou nastavit, jaký typ upozornění chtějí dostávat a z jaké aplikace. Podle stavu je také možné zvolit, které stránky a aplikace se na domovské stránce zobrazí. Stav se také může automaticky měnit podle toho, kde se uživatel nachází nebo v jakém čase.
Některá nastavení zamknuté obrazovky lze ovládat na základě stavu: například funkci Dim Lock Screen, která ztmaví zamykací obrazovku, aby se na ní nezobrazovala upozornění, lze automaticky zapnout nebo vypnout.

### Oznámení
Všechna oznámení dostávají nový vzhled s fotografiemi kontaktů pro všechny komunikační aplikace, nebo většími ikonami aplikací. Zároveň uživatel může ztlumit odpovídající aplikaci na jednu hodinu nebo celý den.

#### Souhrn
Souhrn umožňuje uživateli seskupit a odložit oznámení přicházející z vybraných aplikací a doručit je v naplánovaný čas v jediném, větším, oznámení.

### Živý text
Zařízení s čipem A12 nebo novějším nově podporují živý text ve všech aplikacích, které mohou nyní přepisovat text z fotoaparátu nebo obrázků, pomocí funkce rozpoznávání textu pomocí umělé inteligence Neural Engine.

### Cross-App Drag and Drop
Uživatelé nyní mohou přesouvat obrázky a text z jedné aplikace do druhé. Tato funkce byla dříve dostupná pouze v iPadOS.

### Domovská obrazovka
Uživatelé nyní mohou změnit pořadí nebo odstranit různé domovské obrazovky a skrýt nebo omezit vybrané domovské obrazovky pomocí režimu Dim Lock Screen.

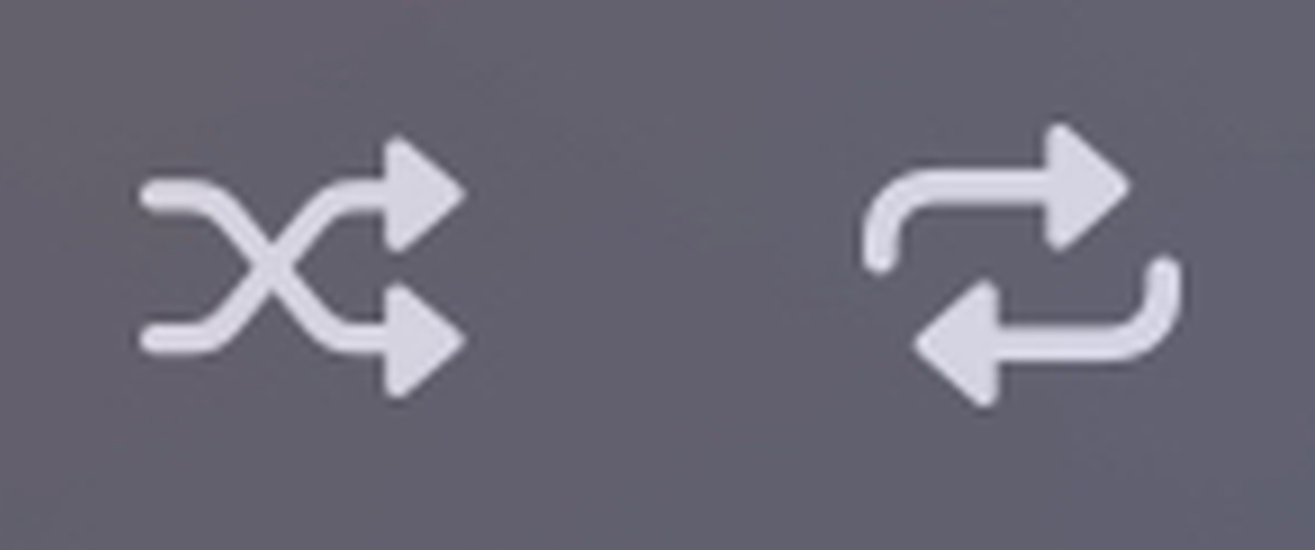
Ikony pro náhodné přehrávání a opakování v hudebním přehrávači v iOS 15.2.1

### Velikost textu podle aplikace
V Ovládacím centru lze nastavit výchozí velikost textu pro každou aplikaci samostatně.

### Spotlight
Funkce vyhledávání byla vylepšena a nově je dostupná také na zamykací obrazovce.

### Diktování
Dříve omezené na 60 sekund, nyní je diktování „Voice-To-Text“ neomezené.

### Celosystémový překlad
Celosystémový překlad umožňuje uživateli překládat text ve všech aplikacích dle jeho výběru.

### Upravení rychlosti přehrávání videa
Výchozí systémový přehrávač používaný pro videa má nyní ovládání pro úpravu rychlosti přehrávání.

### Vylepšení přístupnosti
Usnadnění pro jednotlivé aplikace – každá aplikace může mít jiné nastavení usnadnění pro přizpůsobení textu (tučný text, větší text, tvary tlačítek, zapnutí a vypnutí štítků, snížení průhlednosti), zvýšení kontrastu, snížení pohybu, automatické přehrávání náhledu videa atd.

### iCloud
Zálohy na iCloud lze nyní provádět také v mobilních sítích 5G.

### RealityKit 2
Nová verze umožňuje aplikacím vytvářet působivější prostředí rozšířené reality pomocí nových rozhraní API k ještě rychlejšímu zachycení objektů, dynamických aktiv, vlastních systémů a ovládání postavy.

### Školní a pracovní účty
Do iPhonu je možné přidat účty organizace – účty spravované školami nebo společnostmi, aniž by uživatel musel používat externí aplikace.

### StoreKit 2
StoreKit 2 umožňuje aplikacím implementovat možnost „Požádat o vrácení peněz“. Uživatelé tak mohou vybrat tuto možnost, vybrat konkrétní nákup v aplikaci a označit problém, který vedl k žádosti o vrácení peněz.

## Funkce aplikací

### FaceTime
Nové funkce:
- mřížka pro skupinové konverzace
- režim na výšku (vyžaduje čip A12 Bionic nebo novější)
- prostorový zvuk
- režim izolace hlasu – odstranění hluku na pozadí během hovorů
- širokospektrální režim
- umožnění uživatelům operačních systémů Android a Microsoft Windows připojit se k hovorům
- upozornění na ztlumení – pokud uživatel začne mluvit, ale je ztlumen
- SharePlay

### Memoji
Memoji mají nově více možností přizpůsobení – včetně nového oblečení, různých barev očí, nových brýlí, nálepek, pokrývek hlavy a další.

### Zprávy
Nové funkce iMessage:
- připnutá zpráva – uživatel může připnout jakýkoli text nebo odkaz, který obdrží ve zprávě.[22]

- „Sdíleno s vámi“ – funkce uspořádává odkazy a další obsah sdílený prostřednictvím zpráv do vyhrazené sekce v jejich nativních aplikacích pro pozdější zobrazení (fotografie se ukládají do aplikace Fotky ad.)[23]

### Mapy
Nové funkce Apple Mapy:
- přidán 3D pohled

- přidán 3D glóbus s novou paletou barev a vylepšenými detaily hor, pouští a lesů

- aktualizované dopravní informace – odbočovací pruhy, pruhy pro kola, autobusy a taxi, svodidla, přechody pro chodce

- pěší trasy v rozšířené realitě na zařízeních s čipem A12 nebo novějších

- vylepšení filtrování ve vyhledávání

- noční režim nastavený v Mapách nyní následuje noční režim nastavený celkově

- informace o veřejné dopravě – trasy a časy veřejné dopravy s možností připnout oblíbené trasy

### Fotky
V aplikace Fotky nyní může uživatel ručně nastavit čas, datum a umístění fotografie. Aplikace také nově umožňuje uživateli zobrazit informace o fotografii – jako je fotoaparát použitý k pořízení fotografie a velikost souboru. V aplikaci Fotky nyní také může uživatel vyhledávat místa, která jsou na obrázcích, na zařízeních s čipem A12 nebo novějším.

### Fotoaparát
Byl vylepšen režim panoramatu na iPhonu 12 a novějších.

### Safari
Aplikace Safari byla zcela přepracována – panel karet a řádek vyhledávání byl přesunut do spodní části obrazovky, přičemž byla do nastavení přidána možnost pro zachování původního rozložení. Funkce „Rozšíření“ jsou poprvé k dispozici v Safari pro iOS, přičemž fungují totožně jako v Safari pro Mac.
Uživatel také může nově použít gesto pro obnovení webové stránky. Safari se také nově otevře s novou úvodní stránkou; je možné mít při spuštění vlastní stránku, která obsahuje sekce včetně oblíbených položek, nejčastěji navštěvované stránky, návrhy Siri atd.

### Počasí
Aplikace Počasí dostala nové animace a mapy počasí a byla aktualizována ikona aplikace. Aplikace má také nově funkci upozornění na blížící se srážky.

### Siri
Siri nyní dokáže fungovat i offline na zařízení s čipem A12 nebo novějším a rychleji reagovat na běžné požadavky bez nutnosti připojení k internetu.

#### Sdílení
Siri nyní reaguje na požadavky jako „Ahoj Siri, sdílej to s jméno“ nebo „poslat jméno“, aby sdílela obrázky, webové stránky, Apple Music nebo Podcasty, články Apple News a umístění v Mapách pomocí aplikace Zprávy. U obsahu, který Siri nemůže sdílet, odešle Siri snímek obrazovky a upozorní uživatele.

### Zdraví
Zdravotní údaje lze nyní sdílet a byl přidán nový parametr „Stabilita chůze“, který určuje riziko pádu pomocí gyroskopických senzorů, které měří rovnováhu a stabilitu.

### Soubory
Obsahují nový režim skupin, který seskupuje soubory stejného typu. Vestavěný editor PDF nyní dokáže vkládat stránky ze stávajících souborů nebo je skenovat, odstraňovat a otáčet stránky. PDF soubory lze také uzamknout heslem.